# Sky Sports News
Sky Sports News – sportowo-informacyjny kanał telewizyjny nadający w Wielkiej Brytanii.
Kanał rozpoczął nadawanie 1 października 1998. 12 sierpnia 2014 roku stacja zmieniła nazwę na Sky Sports News HQ.